# Benito Pacifico
Benito Pacifico (Roma, 28 marzo 1939 – Roma, 11 novembre 2008) è stato un attore e stuntman italiano.

## Biografia
Ha partecipato in veste di attore caratterista o di secondo piano in moltissimi film, soprattutto dei generi spaghetti western e poliziesco a partire dalla fine degli anni '60: i primi film in cui appare sono infatti del 1968, tra i quali il western Il grande silenzio di Sergio Corbucci.
Nel corso di una carriera durata quasi trent'anni ha avuto modo di lavorare con registi quali Carlo Lizzani, Demofilo Fidani, Umberto Lenzi, Enzo G. Castellari e Steno.
Durante la sua carriera ha usato qualche volta, in particolare nei western, lo pseudonimo anglofono di Dennis Colt.
È morto a Roma nel 2008.
Il figlio, Claudio Pacifico, ha proseguito l'attività paterna ed è oggi un apprezzato stuntman e maestro d'armi.

## Filmografia
- T'ammazzo!... Raccomandati a Dio, regia di Osvaldo Civirani (1968)
- Ed ora... raccomanda l'anima a Dio!, regia di Demofilo Fidani (1968)
- Il grande silenzio, regia di Sergio Corbucci (1968)
- Passa Sartana... è l'ombra della tua morte, regia di Demofilo Fidani (1969)
- Sedia elettrica, regia di Demofilo Fidani (1969)
- Barbagia (La società del malessere), regia di Carlo Lizzani (1969)
- ...e vennero in quattro per uccidere Sartana!, regia di Demofilo Fidani (1969)
- Quando suona la campana, regia di Luigi Batzella (1970)
- Quel maledetto giorno d'inverno... Django e Sartana... all'ultimo sangue!, regia di Demofilo Fidani (1970)
- Il magnifico Robin Hood, regia di Roberto Bianchi Montero (1970)
- Arrivano Django e Sartana... è la fine, regia di Demofilo Fidani (1970)
- Inginocchiati straniero... I cadaveri non fanno ombra!, regia di Demofilo Fidani (1970)
- Per una bara piena di dollari, regia di Demofilo Fidani (1971)
- Tara Pokì, regia di Amasi Damiani (1971)
- Una pistola per cento croci, regia di Carlo Croccolo (1971)
- Giù le mani... carogna! (Django Story), regia di Demofilo Fidani (1971)
- Il suo nome era Pot... ma... lo chiamavano Allegria, regia di Demofilo Fidani (1971)
- Giù la testa... hombre!, regia di Demofilo Fidani (1971)
- Era Sam Wallash!... Lo chiamavano... E così sia!, regia di Demofilo Fidani (1971)
- Lo ammazzò come un cane... ma lui rideva ancora, regia di Angelo Pannacciò (1972)
- La violenza: quinto potere, regia di Florestano Vancini (1972)
- Scansati... a Trinità arriva Eldorado, regia di Aristide Massaccesi (1972)
- Afyon - Oppio, regia di Ferdinando Baldi (1972)
- Il nemico in vista, regia di Francesco Grieco (1973)
- Amico mio, frega tu... che frego io!, regia di Demofilo Fidani (1973)
- Anche gli angeli mangiano fagioli, regia di E.B. Clucher (1973)
- Una colt in mano al diavolo, regia di Gianfranco Baldanello (1973)
- La legge della Camorra, regia di Demofilo Fidani (1973)
- La polizia incrimina, la legge assolve, regia di Enzo G. Castellari (1973)
- Sei bounty killers per una strage, regia di Franco Lattanzi (1973)
- C'era una volta questo pazzo, pazzo, pazzo West, regia di Vincenzo Mattanzi (1973)
- Sei bounty killers per una strage, regia di Franco Lattanzi (1973)
- Roma violenta, regia di Marino Girolami (1975)
- La spacconata, regia di Alfonso Brescia (1975)
- Il giustiziere sfida la città, regia di Umberto Lenzi (1975)
- Due Magnum 38 per una città di carogne, regia di Mario Pinzauti (1975)
- Roma a mano armata, regia di Umberto Lenzi (1976)
- Uomini si nasce poliziotti si muore, regia di Ruggero Deodato (1976)
- Squadra antiscippo, regia di Bruno Corbucci (1976)
- Roma, l'altra faccia della violenza, regia di Marino Girolami (1976)
- Napoli violenta, regia di Umberto Lenzi (1976)
- Il grande racket, regia di Enzo G. Castellari (1976)
- Il trucido e lo sbirro, regia di Umberto Lenzi (1976)
- Sangue di sbirro, regia di Alfonso Brescia (1976)
- Il cinico, l'infame, il violento, regia di Umberto Lenzi (1977)
- Napoli spara!, regia di Mario Caiano (1977)
- Autostop rosso sangue, regia di Pasquale Festa Campanile (1977)
- La banda del trucido, regia di Stelvio Massi (1977)
- La bestia in calore, regia di Luigi Batzella (1977)
- La polizia è sconfitta, regia di Domenico Paolella (1977)
- La via della droga, regia di Enzo G. Castellari (1977)
- Mannaja, regia di Sergio Martino (1977)
- Squadra antitruffa, regia di Bruno Corbucci (1977)
- Piedone l'africano, regia di Steno (1978)
- Squadra antimafia, regia di Bruno Corbucci (1978)
- Il mammasantissima, regia di Alfonso Brescia (1979)
- Gardenia il giustiziere della mala, regia di Domenico Paolella (1979)
- Uno sceriffo extraterrestre... poco extra e molto terrestre, regia di Michele Lupo (1979)
- Sette uomini d'oro nello spazio, regia regia di Alfonso Brescia (1979)
- Riavanti... Marsch!, regia di Luciano Salce (1979)
- Napoli... la camorra sfida, la città risponde, regia di Alfonso Brescia (1979)
- La bestia nello spazio, regia di Alfonso Brescia (1980)
- Luca il contrabbandiere, regia di Lucio Fulci (1980)
- Il giorno del Cobra, regia di Enzo G. Castellari (1980)
- Poliziotto - Solitudine e rabbia, regia di Stelvio Massi (1980)
- Speed Driver, regia di Stelvio Massi (1980)
- La tua vita per mio figlio, regia di Alfonso Brescia (1980)
- Zappatore, regia di Alfonso Brescia (1980)
- Incubo sulla città contaminata, regia di Umberto Lenzi (1980)
- Piedone d'Egitto, regia di Steno (1980)
- Occhio alla penna, regia di Michele Lupo (1981)
- Banana Joe, regia di Steno (1982)
- Bomber, regia di Michele Lupo (1982)
- Delitto sull'autostrada, regia di Bruno Corbucci (1982)
- I predatori di Atlantide, regia di Ruggero Deodato (1983)
- Yado, regia di Richard Fleischer (1985)
- Naso di cane, regia di Pasquale Squitieri (1986)
- Meglio baciare un cobra, regia di Massimo Pirri (1986)
- L'anno del terrore, regia di John Frankenheimer (1991)
- Mosè, regia di Roger Young (1995)